# Échantillonnage non uniforme
En traitement numérique du signal, les méthodes d'échantillonnage non uniforme ou irrégulier visent à contourner les limites imposées par le théorème de l'échantillonnage de Shannon  avec des équipements dont la vitesse ou la densité spatiale des capteurs est limitée.

## Principe
Le principe de ces méthodes consiste à faire comme si on avait un échantillonnage du signal de fréquence ou de densité supérieure - mais "'''avec des trous'''", et, en faisant des suppositions ou en utilisant des connaissances a-priori relatives aux propriétés du signal échantillonné, à utiliser des méthodes mathématiques (filtrage, interpolation par des fonctions spline, etc.) pour reconstruire le contenu des trous.

## Exemple
Supposons par exemple qu'on veuille observer sur un oscilloscope, la forme d'un signal quasi périodique (la forme du signal peut évoluer lentement, mais il varie peu entre ses "périodes" successives) dont la fréquence fondamentale est de l'ordre de 100 Mhz, mais dont la bande passante approche les 10 GHz ; et qu'on ne dispose pas d'un équipement capable de l'échantillonner à une fréquence supérieure à 20 GHz comme le voudrait le théorème de l'échantillonnage.  
On peut néanmoins mettre à profit la propriété de quasi périodicité de ce signal pour en faire un échantillonnage raisonnablement correct en prenant sur une durée suffisamment longue, des échantillons sur un sous ensemble judicieusement choisi de points dont l'espacement de base serait inférieur à 50 picosecondes, mais dont les écarts effectif entre les mesures serait en réalité nettement plus grand (par exemple : 40 picosecondes {\displaystyle \times } un entier aléatoire compris entre 100 et 199). On aurait donc un échantillonnage à 25 GHz "'''avec des trous'''" qu'on va pouvoir reconstruire via un filtrage adéquat. 
Dans cet exemple, le fait que le signal ne soit pas parfaitement périodique interdit de l'observer de façon stable pendant une durée suffisamment longue pour le reconstruire de façon parfaite. Cependant, la reconstruction  à partir d'un échantillonnage aléatoire permet de produire une estimation raisonnablement probable de l'apparence du signal. 